# Fritillaria graeca
Fritillaria graeca là một loài thực vật có hoa trong họ Liliaceae. Loài này được Boiss. & Spruner miêu tả khoa học đầu tiên năm 1846.